# Sciurus deppei
Sciurus deppei är en däggdjursart som beskrevs av Peters 1863. Sciurus deppei ingår i släktet trädekorrar, och familjen ekorrar. IUCN kategoriserar arten globalt som livskraftig. Det svenska trivialnamnet Deppes ekorre förekommer för arten.
Inga underarter finns listade i Catalogue of Life. Wilson & Reeder (2005) skiljer mellan 5 underarter.

## Utseende
Arten är med en kroppslängd (huvud och bål) av 18 till 23 cm, en svanslängd av 16 till 20 cm och en vikt av 190 till 220 g en av de mindre trädekorrarna. Den har olivbrun till rödbrun päls på ryggen och ljusgrå till vitaktig päls på undersidan. De 2 till 3 cm långa öronen har långa hårtofsar. Håren på svansen är oftast mörkbrun med ljusa spetsar. I motsats till andra mindre ekorrar som lever i samma region är buken hos Sciurus deppei inte orange utan blek.

## Utbredning och habitat
Denna ekorre lever i östra Mexiko och i andra regioner av Centralamerika fram till norra Costa Rica. Den vistas i låglandet och i bergstrakter upp till 2800 meter över havet. Artens ursprungliga habitat är städsegröna eller delvis lövfällande skogar. Den besöker även jordbruksområden och betraktas där som skadedjur.

## Ekologi
Sciurus deppei är aktiv på dagen och klättrar främst i träd och annan växtlighet. Ibland kommer den ner på marken för att plocka föda eller för att springa till ett annat träd. Ekorrens bo är en hålighet i trädet eller det byggs ett näste av löv och kvistar som placeras 6 till 20 meter över marken. Under korta pauser vilar Sciurus deppei på en gren med svansen skyddande över kroppen. Arten äter bland annat frukter, frön, blad, svampar och unga växtskott. Individerna lever främst ensamma och är nästan ljudlösa. Sällan syns mindre grupper tillsammans och ibland skriker ekorren med ett kvittrande läte.
Ungarna föds oftast vid slutet av den torra perioden. Per kull föds två till sju ungar, vanligen fyra.